# Wilhelm Schneemelcher

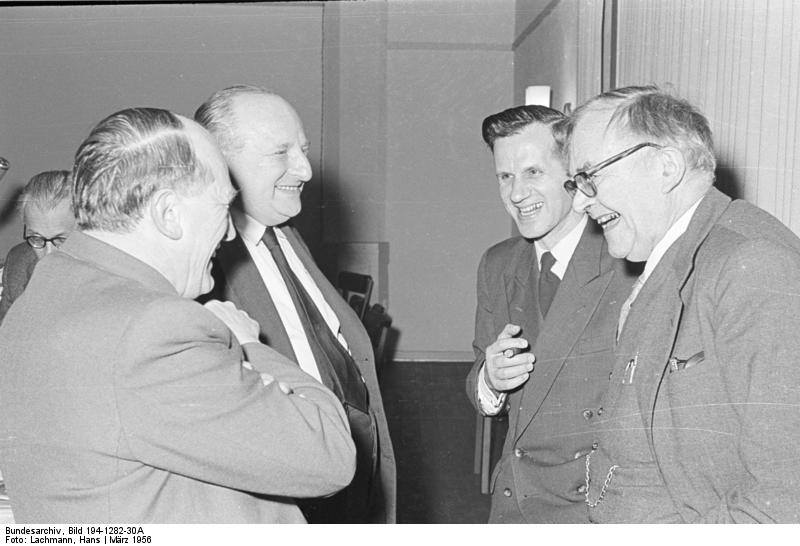
Schneemelcher (2. v. r.) 1956 in Wuppertal

Wilhelm Viktor Gustav Adolf Schneemelcher (* 21. August 1914 in Berlin; † 6. August 2003 in Bad Honnef) war ein evangelischer Theologe und von 1954 bis 1979 Professor für Neues Testament und Geschichte der Alten Kirche (Patristik) an der Universität Bonn. Weit verbreitet sind seine Neubearbeitungen der deutschen Übersetzung der neutestamentlichen Apokryphen.

## Leben
Wilhelm Schneemelcher war der Sohn des evangelischen Theologen Wilhelm Schneemelcher sen. (1872–1928) in Berlin. Er studierte an der Friedrich-Wilhelms-Universität zu Berlin beim Neutestamentler und Kirchenhistoriker Hans Lietzmann (1875–1942), wo er auch 1938 mit einer liturgiegeschichtlichen Arbeit zum Lizentiaten der Theologie promovierte. Deshalb sah er sich auch zeitlebens in der liberalen Tradition von Adolf von Harnack (1851–1930) und Lietzmann.
Durch Lietzmann erhielt Schneemelcher zunächst an der Preußischen Akademie der Wissenschaften eine Beschäftigung als wissenschaftlicher Hilfsarbeiter bei der berühmten Kirchenväterkommission, wo er sich in die spezifischen Probleme von Editionen lateinischer und griechischer Texte aus der Zeit der Alten Kirche einarbeitete. Da er jedoch politisch als unzuverlässig galt, wurde er 1939 entlassen und musste eine Buchhändlerlehre absolvieren, die zeitweise durch den Kriegsdienst unterbrochen wurde.
Erst nach dem Zweiten Weltkrieg konnte er neben seiner Tätigkeit als Landpfarrer in Stöckheim, einem Ortsteil von Northeim (Niedersachsen), seine akademische Laufbahn fortsetzen. Er erhielt einen Lehrauftrag an der Universität Göttingen, wo er sich auch 1949 mit einer quellenkritischen Arbeit zur Dogmengeschichte des 4. Jahrhunderts habilitierte und anschließend Assistent wurde. 1953 wurde er zum ao. Professor ernannt, bevor er im darauf folgenden Jahr erst als Extraordinarius, seit 1956 als Ordinarius nach Bonn auf den dort errichteten zweiten kirchengeschichtlichen Lehrstuhl wechselte.
An der Rheinischen Friedrich-Wilhelms-Universität Bonn lehrte und forschte Schneemelcher bis zu seiner Emeritierung im Jahr 1979. In den Jahren 1967 und 1968 war er deren Rektor. In dieser Zeit der Studentenunruhen feierte die Bonner Universität ihr 150-jähriges Bestehen. Am Vorabend des Festaktes am 12. Juli 1968 demonstrierten die Studenten gegen zwei griechische Professoren mit faschistischer Vergangenheit. Trotz zerstörter Scheiben blieb Schneemelcher gelassen: „Sie sehen, trotz unserer 150 Jahre sind wir eine moderne Universität.“ Rufe nach Jena (1954) und nach Hamburg (1955) lehnte er ab.
In Bonn wirkte Schneemelcher auch als Präsident des Fakultätentages und war Vorsitzender der Theologentage in Berlin 1958 und 1960. Außerdem war er maßgeblich an der Gründung der Patristischen Kommission der Akademien der Wissenschaften beteiligt. 1956 rief er die Bibliographia Patristica ins Leben und führte daneben die durch den frühen Tod von Hans-Georg Opitz zum Erliegen gekommene kritische Ausgabe der Werke Athanasius’ des Großen weiter. Seit 1963 gab er zusammen mit Kurt Aland die Patristischen Texte und Studien heraus; daneben war er Mitherausgeber der Zeitschrift für Kirchengeschichte (seit 1956) und des Evangelischen Staatslexikons (1966). Ebenfalls im Jahr 1963 wurde er in den Wissenschaftsrat berufen, dem er bis 1967 angehörte. 1973 erfolgte die Wahl in die Rheinisch-Westfälische Akademie der Wissenschaften, deren Präsident er 1982–1985 war. 1986–1995 war er Vertreter der Evangelischen Kirche in Deutschland im Arbeitskreis gesellschaftlicher Gruppen der Stiftung „Haus der Geschichte der Bundesrepublik Deutschland“ und dessen Vorsitzender. Für die EKD nahm er auch an zahlreichen Dialogtagungen mit Orthodoxen Kirchen teil, so mit dem Ökumenischen Patriarchat von Konstantinopel und der Rumänisch-Orthodoxen Kirche.
Internationalen Ruhm erlangte Schneemelcher vor allem durch den mehrfach ins Englische übersetzten „Hennecke-Schneemelcher“, die beiden Bände der Neutestamentlichen Apokryphen in deutscher Übersetzung (Tübingen 1959–1997), die er als Fortsetzung einer älteren Sammlung Edgar Henneckes zweimal völlig neu bearbeitete. Darin waren Evangelien und andere Texte enthalten, die keine Aufnahme in den biblischen Kanon gefunden haben, aber teilweise ebenso alt wie die neutestamentlichen Schriften sind. Der „Hennecke-Schneemelcher“ machte diese Literatur nicht nur Fachleuten, sondern auch einem weiteren Publikum bekannt.
Er heiratete am 31. Mai 1940 Eva Ackermann († 15. März 1999) und hatte vier Kinder. Sein Schwiegersohn Rudolf Pörtner junior wurde später Administrator des Sieberlehnschen Familienstipendiums zu Zerbst, dessen Stipendiat Schneemelcher als Student gewesen war. 
Seine letzten Jahre verlebte Schneemelcher im Franz-Dahl-Stift in Bad Honnef.

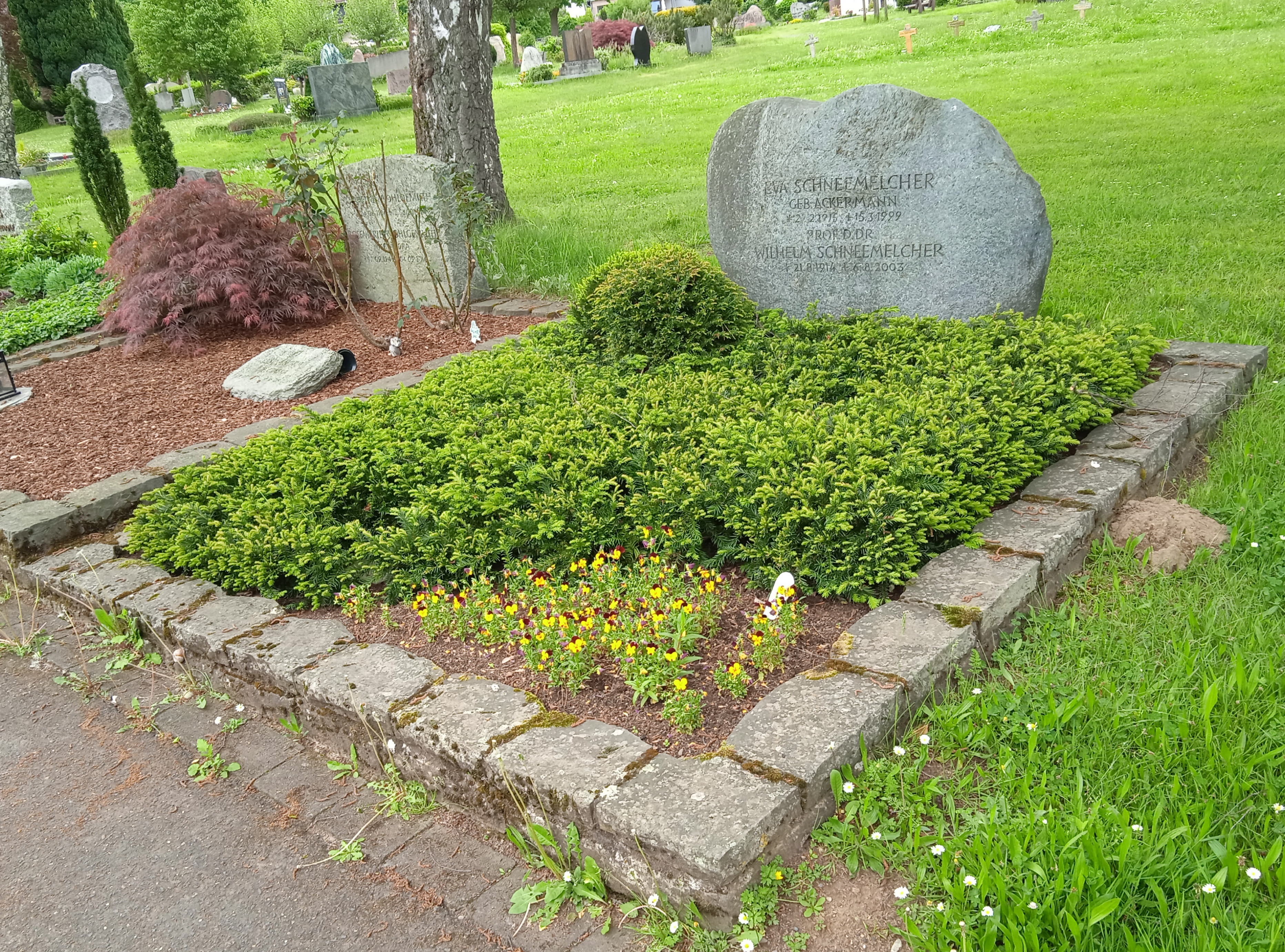
Grab von Wilhelm Schneemelcher auf dem Neuen Friedhof in Bad Honnef

## Ehrungen
- Ehrendoktor der Universität Göttingen (1954)
- Ehrendoktor der Universität Straßburg (Elsass) (1966)
- Staatspreis des Landes Nordrhein-Westfalen (1995)
- Großes Verdienstkreuz des Verdienstordens der Bundesrepublik Deutschland (1976)
- Großes Verdienstkreuz mit Stern des Verdienstordens der Bundesrepublik Deutschland (1984)
- Verdienstorden des Landes Nordrhein-Westfalen (1986)
- In Erinnerung an das Lebenswerk von Wilhelm Schneemelcher soll ab 2025 ein Preis in seinem Namen für antike christliche Literatur und ihre Rezeptionen vergeben werden

## Schriften (Auswahl)
- Urkunden zur Geschichte des arianischen Streites von der Inthronisation des Athanasius bis zum Tode Konstantins. Habil. Göttingen 1949.
- Edgar Hennecke und Wilhelm Schneemelcher: Neutestamentliche Apokryphen. Mohr-Siebeck, Tübingen 1959/64, ISBN 3-16-132242-8.
- Gesammelte Aufsätze zum Neuen Testament und zur Patristik. 1974.
- Das Urchristentum, 1981.
- (als Herausgeber): Damaskinos Papandreou: Orthodoxie und Ökumene, 1986.
- Reden und Aufsätze. Beiträge zur Kirchengeschichte und zum ökumenischen Gespräch, 1991.
- Rückblicke, Erinnerungen und Betrachtungen. In: Dietrich Meyer (Hrsg.), Kirchengeschichte als Autobiographie. Bd. II, 2002, S. 257–326.